# Kva je s tabo...
kva je s tabo... (stilizirano z malo začetnico) je studijski album slovenske postpunk glasbene skupine Balans, ki je izšel 28. februarja 2018 pri založbi ŠOP Records.

## Kritiški odziv
Za Radio Študent je recenzentka, pišoč pod psevdonimom KaktusKaktus, zapisala: "Torej, če  za konec strnemo misli in občutke ob plošči kva je s tabo …, lahko torej zaključimo, da je plošča kljub lo-fi DIY estetiki vsekakor vredna in vzdrži večkratno poslušanje, saj ponuja dovolj razgibano narativo, ki naša ušesa  ohrani vseskozi animirana."
Na Radiu Študent je bil ob koncu leta 2018 album uvrščen na 26. mesto na seznam Naj tolpe bumov 2018, seznam najboljših slovenskih albumov leta,  na mednarodnem portalu Beehype pa na 7. mesto najboljših slovenskih albumov leta.

### Priznanja
| objava        | uvrstitev | seznam               |
| ------------- | --------- | -------------------- |
| Radio Študent | 5.        | Naj tolpe bumov 2018 |
| Beehype       | 7.        | Best of 2018         |

## Seznam pesmi
Vse pesmi sta napisala Kristin Čona in Andrej Pervanje.
| Št. | Naslov             | Dolžina |
| --- | ------------------ | ------- |
| 1.  | „Je reku‟          | 3:39    |
| 2.  | „Vijolično‟        | 3:43    |
| 3.  | „Artešit‟          | 4:36    |
| 4.  | „Miren človek‟     | 8:15    |
| 5.  | „Bloki‟            | 3:33    |
| 6.  | „Po cevkah kemija‟ | 5:08    |
| 7.  | „Vse dano‟         | 4:03    |
| 8.  | „Čas trajanja‟     | 8:00    |
| 9.  | „Mila‟             | 2:47    |
| 10. | „Čustven člouk‟    | 7:49    |

## Osebje
Balans
- Kristin Čona – vokal, bas kitara, kitara, sintesajzer
- Andrej Pervanje – vokal, bas kitara, kitara, sintesajzer
- Alessandro di Giampietro – avdio podoba na nastopih v živo

Tehnično osebje
- Alessandro di Giampietro – fotografija naslovnice
- Blaž Pavlica – mastering